# ラサール・インベストメント・マネージメント
ラサール・インベストメント・マネージメント (英語: LaSalle Investment Management) は、世界大手の不動産投資会社である。略称はラサール（LaSalle）。
日本においては、不動産ファンドブームの象徴的存在。

## 概要
総合不動産サービス企業であるジョーンズ・ラング・ラサール（JLL）の子会社で、アメリカイリノイ州・シカゴに本部を置く多国籍企業である。
オープンエンド型・クローズドエンド型ファンド、セパレートアカウント、上場証券などの投資エンティティがある。
ラサールは、世界17カ国に24拠点を構え、世界の公的年金基金、企業年金基金、保険会社等の機関投資家の資金運用を行い、総運用資産残高は2020年6月末時点で約650億ドルである。

## 日本法人
ラサール不動産投資顧問株式会社（ラサールふどうさんとうしこもんかぶしきがいしゃ）は、ラサール・インベストメント・マネージメントの日本における現地法人である。2012年11月26日に「ラサール インベストメント マネージメント株式会社」から名称変更した。
先進的物流施設などの物流不動産への投資にも取り組んでおり、「ロジポート」ブランドの施設に投資するJ-REITであるラサールロジポート投資法人のスポンサー。

### 子会社
- ラサールREITアドバイザーズ株式会社 - ラサールロジポート投資法人の資産運用会社
- ラサール インベストメント アドバイザーズ株式会社 - かつてラサール ジャパン投資法人の資産運用会社であった企業

### 投資実績等
- 御堂筋フロントタワー
- 目黒雅叙園 - 2014年8月に森トラストが取得したが、半年後の2015年1月に中国投資有限責任公司からの受託でラサールのSPCに転売される[2][3]。
- ラサール・ジャパン・プロパティ・ファンド[4]（2019年11月～） - オープン・エンド型私募コアファンド

## ファンドバブル
ラサールは、2005年9月に東証に上場したイーアセット投資法人を、2007年に運用会社を買収した。同時に、私募ファンドで運用していた商業施設を576億円でイーアセット投資法人に組み入れ、イーアセット投資法人の運用資産総額を約1200億円と一気に2倍近くに引き上げた。また、条件が整えば、上海などにあるラサールの運用物件をイーアセット投資法人に組み入れることを検討していた。
2008年1月に商号をラサール ジャパン投資法人に変更。その後、リーマンショックの影響を受け、ラサールジャパン投資法人は運用困難に陥り、2010年2月に上場廃止、2010年3月に日本リテールファンド投資法人に吸収合併され消滅した。